# Trichonotus halstead
Trichonotus halstead és una espècie de peix de la família dels triconòtids i de l'ordre dels perciformes.

## Descripció
- Fa 15 cm de llargària màxima.
- Aleta dorsal amb 39-41 radis tous i espines, les quals són filamentoses en el mascle i nombroses en ambdós sexes.
- És similar a Trichonotus setiger, però amb una aleta dorsal molt acolorida.[3][7][8][9]

## Reproducció
Viu en harems (1 mascle per 4 o 5 femelles) en territoris ben definits. L'aparellament té lloc al voltant de les sis del matí en una àrea sorrenca i la femella custodia els ous fecundats dins la boca.

## Alimentació
Es nodreix de crustacis bentònics i plàncton.

## Hàbitat i distribució geogràfica
És un peix marí, demersal (entre 11 i 25 m de fondària) i de clima tropical, el qual viu al Pacífic occidental: Papua Nova Guinea i Indonèsia (Sulawesi).

## Observacions
És inofensiu per als humans, passa més del 80% del seu temps damunt la sorra i, quan se sent en perill, es colga a la sorra (on també fa nit: des de 18 minuts després de l'ocàs fins a 11 minuts després de l'alba).